# Bowling na Igrzyskach Panamerykańskich 2019
Bowling na Igrzyskach Panamerykańskich 2019 odbywał się w dniach 25–30 lipca 2019 roku w Villa Deportiva Nacional w Limie. Sześćdziesięciu czterech zawodników obojga płci rywalizowało łącznie w czterech konkurencjach indywidualnych i zespołowych.

## Podsumowanie

### Klasyfikacja medalowa
| Klasyfikacja medalowa | Klasyfikacja medalowa | Klasyfikacja medalowa | Klasyfikacja medalowa | Klasyfikacja medalowa | Klasyfikacja medalowa |
| Miejsce               | Państwo               | Złoto                 | Srebro                | Brąz                  | Razem                 |
| --------------------- | --------------------- | --------------------- | --------------------- | --------------------- | --------------------- |
| 1                     | Stany Zjednoczone     | 3                     | 0                     | 1                     | 4                     |
| 2                     | Kolumbia              | 1                     | 1                     | 1                     | 3                     |
| 3                     | Meksyk                | 0                     | 2                     | 2                     | 4                     |
| 4                     | Brazylia              | 0                     | 1                     | 0                     | 1                     |
| 5                     | Portoryko             | 0                     | 0                     | 1                     | 1                     |
| =                     | Dominikana            | 0                     | 0                     | 1                     | 1                     |
| Razem                 | Razem                 | 4                     | 4                     | 6                     | 14                    |

### Medaliści
| Konkurencja    | 1. miejsce                                             | 2. miejsce                                   | 3. miejsce                                 |           |
| Mężczyźni      | Mężczyźni                                              | Mężczyźni                                    | Mężczyźni                                  | Mężczyźni |
| -------------- | ------------------------------------------------------ | -------------------------------------------- | ------------------------------------------ | --------- |
| Gra pojedyncza | Nicholas Pate                                          | Marcelo Suartz                               | Jakob Butturff Jean Pérez                  |           |
| Gra podwójna   | Stany Zjednoczone · Jakob Butturff · Nicholas Pate     | Kolumbia · Manuel Otalora · Alfredo Quintana | Meksyk · José Llergo · Arturo Quintero     |           |
| Kobiety        |                                                        |                                              |                                            |           |
| Gra pojedyncza | Clara Guerrero                                         | Miriam Zetter                                | Iliana Lomelí María Rodríguez              |           |
| Gra podwójna   | Stany Zjednoczone · Stefanie Johnson · Shannon O'Keefe | Meksyk · Miriam Zetter · Iliana Lomelí       | Dominikana · Astrid Valiente · Aumi Guerra |           |